# Fiskarheden

På den här kartan från Skokloster så nämns Fiskarheden, kartan är troligen från 1600-talet.

Fiskarheden är en ort i Transtrands socken i Malung-Sälens kommun i Dalarna. Det är känt för sågverket Fiskarheden Trävaru AB.

## Historia
Fiskarheden nämns för första gången i en Dopbok från år 1631 men kan ha funnits några år tidigare.
År 1680 fanns här 10 personer.
Hushåll 1 (Fiskarheden nr. 77)
Måns Anderß
broder Olúff
broder Anders
syster Karin
syster Kerstin
Hushåll 2 (Fiskarheden nr. 78)
Lars Halfdß
hu Ingeborg
son Oluf sold
dotter Marit
dotter Kerstin